# قوشاقشلاق منصورورحمان
قوشاقشلاق منصورورحمان یک روستا در ایران است که در استان اردبیل واقع شده‌است. قوشاقشلاق منصورورحمان ۱۳۰ نفر جمعیت دارد.